# Когут Геннадій Олександрович
Геннадій Олександрович Когут (17 березня 1944, с. Пустопілля Бобринецького р-ну Кіровогр. обл.) — музикознавець-експериментатор, музичний акустик, педагог, конструктор мікротонових музичних інструментів. 
Закінчив Кіровоградське музичне училище (1963), Київську консерваторію, як музикознавець-теоретик (1969). 
- 1967—73 — музичний редактор Держтелерадіо УРСР-і режисер-постановник музичних програм Палацу культури «Україна»;
- 1973—75 — лаборант кафедри історії музики Київської консерваторії;
- 1975—77 — ІМФЕ (в обох останніх прагнув створити лабораторію муз. акустики);
- 1977—84 — співробітник Київської ССМШ, де досліджував звуковисотні властивості музичного слуху в дітей і конструював для цього спеціальну апаратуру (інтонометри); *
- 1985-93 — викладач музично-теоретичних дисциплін Київського музичного училища;
- 1993–2002 — Київського державного інституту театрального мистецтва ім. І. Карпенка-Карого.

Від 1966 після знайомства з О. Оголевцем, який вважав Когута своїм учнем, почав конструювати інтонометри (кілька варіантів) і, слідом за вчителем, мікротонові електромузичні інструменти: 17-щаблевий електроорґан, 29-щаблевий [2 варіанти; один з них колишніх випускників київської консерваторії, музикознавець М. Заливадний використав 1977 для запису ілюстративного матеріалу до курсу «Теорія муз. систем» у Ленінградської консерваторії, 41-щаблевий (2-голосий, грифовий), перероблений згодом у 53-щаблевий і 106-щаблевий (2-голосий, грифовий). Від 1999 написав ряд наукових праць із муз. акустики, зокрема мікротоновості. Ініціатор і упорядник видання неопублікованого видання О. Оголевця «Структура тональної системи» (К.; Л.; Полтава, 2006).

## Літературні твори
- Микротоновая музыка (рос.) . Киев: Наукова думка. 2005. с. 1—264. ISBN 966-00-0604-7. Архів оригіналу за 16 Листопада 2018. Процитовано 16 Серпня 2016.
- 41-ступенева темперація та використання її можливостей в сучасній фольклористиці //наук. записки Терноп. пед. ун-ту ім. В. Гнаткжа: Серія: Мист-во. — Тернопіль, 1999. — Вип. 2;
- Акустичні феномени як події // Там само. — Тернопіль, 2003. — Вип. 1 (10). — С.60-67 ;
- Мікротонові строї та деякі їх моделі //Наук. вісник НМАУ: Музикознавство: з XX у XXI столітті. — К., 2000. — Вип. 7;
- Мікро-інтерваліка — чи… знову ті ж самі до-ре-мі… // Укр. муз-во. — К., 2002. — Вип. 31,
- Мои встречи с А. С. Оголевцом // Оголевець О. Структура тональної системи (рос. мовою): Репринтне видання (з дод.) / Упор. Г. Когут; Відп. ред. О. Цалай-Якименко. — К.; Л.; Полтава, 2006;
- Автобиография //Там само.

## Джерело
А.Калениченко. Когут Геннадій Олександрович // Українська музична енциклопедія, Т.2 — Ін-т мистецтвознавства, фольклористики та етнології ім. М. Т. Рильського НАН України. 2008 — C.  460